# Сэкихан
Сэкихан (яп. 赤飯) — традиционное японское блюдо, представляющее собой красный моти-рис с бобами. Красный цвет рису дают бобы адзуки, с которыми он и готовится.

## История
Сэкихан готовят в Японии по особым праздникам в течение всего года, к таким праздникам можно отнести: дни рождения, свадьбы, «Сити-го-сан» (традиционный фестиваль для детей трёх, пяти и семи лет). В Японии красный рис настолько тесно связан с праздниками, что фраза «давайте есть сэкихан!» примерно равна по смыслу фразе «давайте праздновать!». Для праздников это блюдо стали использовать именно из-за его цвета, так как красный цвет в Японии символизирует счастье.
В мире гейш сэкихан играет важную роль в церемонии ухода из профессии: те гейши, которые предполагают возможность возвращения в профессию, к примеру, выходят замуж, рассылают гостям коробки с сэкиханом, а те, кто уходит насовсем, рассылают простой белый рис.

## Сервировка
Чаще всего употребляют сэкихан сразу же после приготовления, ещё горячим. Традиционно это блюдо употребляют с гомасио (смесь кунжута с солью).